# Potok, Velikovec
Potok (nemško Bach) je naselje v Občini Velikovec v Okraju Velikovec na Koroškem v Avstriji.